# جيري فلاساك
جيري فلاساك (بالإنجليزية: Jerry Vlasak)‏ (وُلد في عام 1958) ناشط أمريكي في مجال حقوق الحيوان وجراح رضوح سابق. وهو سكرتير صحفي في المكتب الصحفي لتحرير الحيوانات في أمريكا الشمالية، والمدير السابق لرابطة الدفاع عن الحيوانات في لوس أنجلوس، ومستشار حملة تكلم، صوت الحيوانات.
لفت فلاساك انتباه الجمهور في عام 2003 وعام 2004 ومرة أخرى في عام 2008، عندما أدلى بتصريحات بدا أنها تُبرر استخدام العنف أثناء التجارب على الحيوانات. رد بأن تصريحاته نُقلت خارج السياق وأنكر بشدة أنه قال أي شيء يُشجع على الأفعال العنيفة. ومع ذلك، ونتيجة لتصريحاته، مُنع هو وزوجته من دخول المملكة المتحدة في عام 2004، على أساس أن وجودهما، بحسب وزير الداخلية، «لن يخدم المصلحة العامة».

## تعليم ومسار مهني
وُلد فلاساك في أوستن بولاية تكساس، وتخرج بدرجة دكتور في الطب من كلية الطب بجامعة تكساس في هيوستن في عام 1983. وهو حاصل على شهادة البورد في الجراحة العامة ومُرخص كطبيب في كاليفورنيا.
أجرى تجارب على الحيوانات بنفسه، ولم يرَ أي مشكلة في ذلك الوقت. وفقًا لصحيفة لوس أنجلوس تايمز، أجرى بحثًا عن شرايين الكلاب في مختبر في مركز هاربور الطبي التابع لجامعة كاليفورنيا في لوس أنجلوس، خلال أو بعد ذلك قُتلت الكلاب.
اعتبارًا من سبتمبر عام 2013، انتسب فلاساك إلى مستشفى مجتمع ريفرسايد في ريفرسايد بولاية كاليفورنيا ومركز سانت فرنسيس الطبي في لينووود بولاية كاليفورنيا.

## نشاطية سياسية
مستوحيًا من زوجته السابقة (عام 2008) باملين فيردين، التي كانت رئيسة حملة اوقفوا القسوة ضد الحيوانات بهانتينغدون في الولايات المتحدة، أصبح فلاساك نشطًا في تعزيز حقوق الحيوان في عام 1993. وأصبح الناطق الرسمي باسم لجنة الأطباء من أجل الطب المسؤول، على الرغم من أنه لم يعد عضوًا بها، وكان عضوًا في مجلس إدارة جمعية مجموعة راعي البحر للحماية.
يتمثل دوره الرئيسي في حركة تحرير الحيوانات كحلقة وصل بين الحركة والجمهور، حيث ينشر أنشطة الحركة «السرية» في وظيفته كسكرتير صحفي. يعترف بأن خلفيته الطبية توفر «قدرًا معينًا من المصداقية» للحركة.

في عام 2005، تحدث الدكتور فلاساك مطولًا إلى تحقيق لجنة مجلس الشيوخ الأمريكي للبيئة والأشغال العامة في الإرهاب الأيكولوجي. قال الدكتور فلاساك في تلخيصه:
هنا في الولايات المتحدة، هناك الآلاف من الأطباء مثلي الذين يدركون أنه ليست هناك حاجة لقتل الحيوانات لمساعدة البشر، الذين يُصاب معظمهم بالمرض ويموتون بسبب متغيرات نمط الحياة التي يمكن الوقاية منها، مثل: النظام الغذائي الخاص والتدخين والمخدرات والبيئة السموم.
في بلد حيث يوجد فيه 45 مليون شخص لا يحصلون على أي رعاية طبية موثوقة، لا يوجد سبب لإضاعة مئات الملايين من الدولارات لاختبار العقاقير والإجراءات على الحيوانات غير البشرية.

في عالم يموت فيه 20,000 طفل بسبب نقص المياه النظيفة كل أسبوع في جميع أنحاء العالم، لا يوجد سبب لإضاعة مئات الملايين من الدولارات لاختبار العقاقير والإجراءات على الحيوانات غير البشرية.

### نشاطية راعي البحر
كان فلاساك نشطًا في معارضة صيد الفقمة في كندا، والذي يحدث كل عام، ومعظمه في شهري مارس وأبريل. لُكم في وجهه من قبل صيادي الفقمة أثناء صيد في عام 2005 في جزيرة الأمير إدوارد، والذي حضره بالنيابة عن مجموعة راعي البحر للحماية. لم تُوجه أي اتهامات بخصوص الهجوم. كان فلاساك أمين خزينة مجموعة راعي البحر للحماية لسنوات عديدة.

## روابط خارجية
- جيري فلاساك على موقع IMDb (الإنجليزية)